# Рай (сериал)
„Рай“ (на английски: Paradise) е американски сериал, създаден от Дан Фогълман. Главните роли се изпълняват от Стърлинг Кей Браун, Джулиан Никълсън и Джеймс Марсдън. Премиерата му е на 26 януари 2025 г. по Хулу. През февруари 2025 г. е подновен за втори сезон.

## Сюжет
Сериалът се развива в подземен бункер в Колорадо три години след глобална катастрофа и проследява опита на агента от тайните служби Зейвиър Колинс да разкрие истината зад убийството на американския президент. В търсене на отговорите за това какво наистина се е случило Зейвиър не е сигурен на кого може да се довери, а въпросите му го водят до шокиращи разкрития.

## Продукция
Снимките започват през февруари 2024 г. в Лос Анджелис под заглавието „Парадайс Сити“.